# Jenjira Pongpas
Jenjira Pongpas (thaï : เจนจิรา จันทร์สุดา / Jenjira Jansuda / Jenjira Pongpas Widner ou Nach Widner), née en 1958 à Nong Khai, est une actrice thaïlandaise.
Elle est l'actrice favorite du réalisateur Apichatpong Weerasethakul.

## Biographie
Jenjira Pongpas grandit et étudie la fabrication de fleurs artisanales et la couture dans sa ville de naissance Nong Khai.
Jeune adulte, elle part rejoindre son petit ami qu'elle pense être "gentleman" dans la province de Ratchaburi. Ils se marient et ont des enfants mais son mari la maltraite et la bat. Après 10 ans de vie misérable, elle réussit à prendre son courage à deux mains et s'enfuit avec ses deux enfants à Nong Khai. Elle confie ses enfants à leurs grands-parents et elle part à Bangkok pour trouver du travail.
Elle est un temps caddie pour les golfeurs puis femme de ménage. Ensuite, elle ouvre son propre magasin de couture.
C'est au début des années 2000, à un peu plus de 40 ans, que commence sa véritablement carrière cinématographique avec quelques publicités et quelques seconds rôles dans des films et des séries télévisées comme par exemple celui d'une servante dans le film Jan Dara de Nonzee Nimibutr (2001).
En 2002, elle est l'une des actrices principales dans le film Blissfully Yours d'Apitchatpong Weerasethakul.
Mais en 2003, elle a un accident de moto et une de ses jambes se retrouve paralysée : elle souffre d'un handicap, sa jambe droite est plus courte que l'autre.Elle arrête donc sa carrière d'actrice.
Mais Apichatpong réussit à la convaincre de rejouer dans ses films où elle obtient le rôle d'actrice principale dans Oncle Boonmee, celui qui se souvient de ses vies antérieures (2010 ; Palme d'or au festival de Cannes) et Cemetery of Splendour (2015).
Elle réside actuellement dans sa ville natale de Nong Khai, avec son compagnon américain, Frank Widner. Elle souhaite y passer le restant de ses jours, tout en gagnant sa vie en fabriquant des objets artisanaux.
Dans Cemetery of Splendour, Jenjira Pongpas évoque son projet de se faire opérer de la jambe avec humour : elle préférerait qu'on lui rallonge sa jambe droite qui est plus courte que l'autre d'une dizaine de centimètres plutôt qu'on lui raccourcisse la jambe gauche, opération pourtant, semble-t-il, plus facile et moins onéreuse, car elle préférerait grandir en taille.

## Filmographie
- 2001 : Jan Dara de Nonzee Nimibutr
- 2002 : Blissfully Yours d'Apichatpong Weerasethakul
- 2003 : The Adventure of Iron Pussy d'Apichatpong Weerasethakul et Michael Shaowanasai
- 2006 : Syndromes and a Century d'Apichatpong Weerasethakul
- 2007 : L'État du monde (collectif), section Luminous People d'Apichatpong Weerasethakul
- 2010 : Oncle Boonmee, celui qui se souvient de ses vies antérieures d'Apichatpong Weerasethakul
- 2012 : Mekong Hotel [7], moyen métrage d'Apichatpong Weerasethakul[8]
- 2015 : Cemetery of Splendour d'Apichatpong Weerasethakul[9]
- 2018 : Blue[10], court métrage d'Apichatpong Weerasethakul, 3e scène de l'Opéra de Paris[11]